# 橋 (1959年の西ドイツ映画)
『橋』（はし、Die Brücke）は、1959年の西ドイツの戦争映画。ベルンハルト・ヴィッキ監督。
グレゴール・ドルフマイスターによる自叙伝『Die Brücke』を原作とし、実話を基に第二次世界大戦末期のナチス・ドイツで人員不足から徴兵され橋を守ることとなった七人の少年を描く。

## ストーリー
第二次世界大戦末期の空爆が続いていたドイツ、ある村では徴兵されなかった人々が貧しいながらも日々の生活を送っていた。だが戦況が悪化していたナチス・ドイツは、人員を確保するために今まで徴兵条件に入れていなかった子供も召集するようになっていた。学校に通うハンス、アルバート、ヴァルター、ユルゲン、カール、クラウス、ジギの戦争の厳しさを知らない少年たちは兵士に憧れを抱き徴兵されるのを心待ちにしつつ、いつも通り授業を受けていた。
ハンスが英文の訳を音読しているときに窓から校舎の外を見たヴァルターは、地区長の父親が自分に内緒で母親を疎開させようとするのを見つけ追いかけるが間に合わずに列車は発車し、彼は別れの挨拶もできずに母親と離ればなれになる。ヴァルターは何も伝えなかった父親を問い詰めるが、口出しするなと突っぱねられる。昼食休みになり、生徒たちは学校から家に帰っていた。息子が徴兵されないか心配するジギの母親は、食糧や物資節約のためにと彼を伯母の元に預けようとするがジギはここに残りたいと言い、その代わりに飼っているウサギを預ければいいと話す。父親が床屋を経営しているカールは、従業員のバルバラに好意を持っていた。名家に生まれたユルゲンは軍人の父を誇りに思い、いつか自分も父のようになりたいと考えていた。父親が戦場に行ったハンスと同居していたアルバートは、同じく戦場に向い音信不通になった自分の父を心配する母に励ましの言葉をかける。カールと共に空爆された川を眺めていたフランツィスカとクラウスは、カールが家に帰った後2人で散歩する。フランツィスカが好きなクラウスは、時計を病気の母のために売ったという彼女に自分の時計を渡す。帰宅したカールは、父とバルバラがいちゃついているのを見てショックを受ける。ハンスとアルバートは待ち合わせ場所に向かいヴァルターとジギに会う。そこでジギが川に沈められた酒を発見し、4人だけの秘密として土管に隠す。昼休みが終わった学校では、女性不信になったカールがクラウスに対してフランツィスカのことを中傷しクラウスに殴られる。ボート造りの授業をしているときにユルゲンが遅れて到着し、召集令状が届いたと他の生徒に報告する。彼はハンスたちにも届いているはずだと言い、やっと戦場に行けると喜び合う。一方生徒たちが召集されたということに言葉を失った先生は、授業を打ち切り彼らを家に帰す。召集令状が届いたことに嘆き悲しむジギの母は、彼を匿おうとするがジギは行く気満々だった。父とバルバラを憎んでいたカールは、2人を罵り急いで荷造りして家を出て軍の施設に泊まる。召集前の最後の夕食を母と取っていたユルゲンは、母から父の拳銃を贈られる。アルバートと2人で荷造りをしていたハンスはアルバートの母に今までの礼をし、彼女からはアルバートのことを頼まれる。駅舎で付き添いのフランツィスカと一緒に空爆の影響で到着が大幅に遅れていた汽車を待っていたクラウスは、彼女に作戦で使うかもしれないため時計を返してもらうよう頼む。ヴァルターは地区長という立場にもかかわらず逃げようとしている父を非難するが、肉体関係を持っていたアンニが父とも寝たことを知り愕然とする。
翌日出頭した7人は早速訓練を受けていた。その頃生徒たちの身を案じた先生は隊を率いるフレリヒ大尉と交渉し、この戦争には先がないと話して彼らを後方に置くよう頼むがフレリヒ大尉から上の命令には逆らえないと返される。そして米軍の攻撃が激しさを増すなか、緊急呼集された兵士たちは中佐から戦場に行くことを命じられる。だが部下から戦力にならない新米のハンスたちがいることを知らされた中佐は、曹長にもう使用価値がない破壊予定の橋があることを伝え、形式的に7人にはこの橋を守らせるよう命じる。

## キャスト
| 役名                   | 俳優                                 | 日本語吹替 | 日本語吹替     | 日本語吹替 |
| 役名                   | 俳優                                 | TBS版      | 教育施設上映版 |            |
| ---------------------- | ------------------------------------ | ---------- | -------------- | ---------- |
| ハンス・ショルテン     | フォルカー・ボーネット               | 江原正士   |                |            |
| アルバート・マッツ     | フリッツ・ヴェッパー                 |            |                |            |
| ヴァルター・フォルスト | ミヒャエル・ヒンツ                   |            |                |            |
| ユルゲン・ボルヒェルト | フランク・グラウブレヒト             | 塩沢兼人   |                |            |
| カール・ホルバー       | カール・ミハエル・バールツァー       |            |                |            |
| クラウス・ヘーガー     | フォルカー・リヒテンブリンク         | 塩屋翼     |                |            |
| ジギ・ベルンハルト     | ギュンター・ホフマン                 |            |                |            |
| フランツィスカ         | コルドラ・トラントフ                 |            |                |            |
| ステルン               | ウォルフガング・スタンプ             |            | 大木民夫       |            |
| ハイルマン伍長         | ギュンター・フィッツマン             |            |                |            |
| フレリヒ大尉           | ハインツ・スピッツナー               |            |                |            |
| 中佐                   | ジークフリート・シューレンベルグ     |            |                |            |
| アルバートの母         | ルース・ハウスマイスター             |            |                |            |
| ユルゲンの母           | エファ・ファイトル                   |            |                |            |
| ジギの母               | エディス・シュレイザー・ウェストラム |            |                |            |
| ヴァルターの父         | ハンス・エルヴェンシュペーク         |            |                |            |
| ヴァルターの母         | トルーデ・ブライトショップ           |            |                |            |
| カールの父             | クラウス・ヘルモルト                 |            |                |            |
| 准尉                   | ヴィッコ・フォン・ビューロー         |            |                |            |

- TBS版：初放送1986年8月16日『土曜映画招待席』10:00-11:35
- ？版：16ミリフィルムが福岡市総合図書館に所蔵されている[1]。正味75分。
  - その他吹替：家弓家正、小林修、永井一郎、内海賢二

## スタッフ
- 監督：ベルンハルト・ヴィッキ
- 脚本：ミハエル・マンスフェルト（ドイツ語版）、カール・ウィルヘルム・フィフィア、ベルンハルト・ヴィッキ
- 原作：グレゴール・ドルフマイスター（英語版） 『Die Brücke』
- 製作：ヘルマン・シュヴェリン（ドイツ語版）
- 製作総指揮：ハンス・ヴォルフ
- 撮影監督：ゲルト・フォン・ボウニン
- プロダクションデザイナー：ハインリヒ・グラフ・ブリュール、ピーター・シャルフ
- 編集：カール・オットー・バートニング（ドイツ語版）
- 衣裳デザイン：ジョゼフ・ヴァンケ
- 音楽：ハンス＝マーティン・マジェウスキー（ドイツ語版）

## リメイク
2008年9月29日に本作のリメイク作『1945戦場への橋 -ナチス武装戦線-』がテレビ映画としてプロジーベンにより製作・放映された。リメイク作は批評家からは不評で、オリジナル作品の強さには遠く及ばないと評された。